# Смерть — дело одинокое
«Смерть — дело одинокое» — роман Рэя Брэдбери, написанный в 1985 году под впечатлением событий в Лос-Анджелесе (расселение жителей с побережья океана), где сам он жил с 1942 до 1950 года.

## Сюжет
События происходят в Венеции, штат Калифорния, в 1949 году. Главный герой — начинающий, но пока что не очень удачливый писатель. Однажды поздно вечером, сидя в трамвае, в дождь, который и так создавал гнетущую обстановку, он услышал, как кто-то незнакомый сзади крикнул: «Смерть — дело одинокое!» Чуть позже герой находит в канале труп мужчины. Он обращается к прибывшему на место происшествия детективу Элмо Крамли и пытается доказать, что смерть в канале не случайность. Следователь же, который сам держит дома в ящике стола неоконченную рукопись, сначала относится к этой мысли скептически, но, когда трупы начинают появляться один за одним, берётся за расследование.

## Интересные факты
В романе ни разу не упоминается имя главного героя.